# Pietà Bandini
La Pietà Bandini ou la Pietà aux quatre figures (encore appelée La Déposition ou La Lamentation sur le Christ mort) est une sculpture en marbre de Michel-Ange se trouvant actuellement au museo dell'Opera del Duomo à Florence. La sculpture, sur laquelle Michel-Ange a travaillé entre 1547 et 1555, représente quatre figures : le cadavre de Jésus-Christ, nouvellement descendu de la Croix, Nicodème (ou peut-être Joseph d'Arimathie), Marie de Magdala et Marie (mère de Jésus). Elle pèse quelque 2 700 kg.
C'est l'une des dernières sculptures réalisées par l'artiste, qui aurait inclus son propre autoportrait dans la figure de Nicodème.

## Histoire

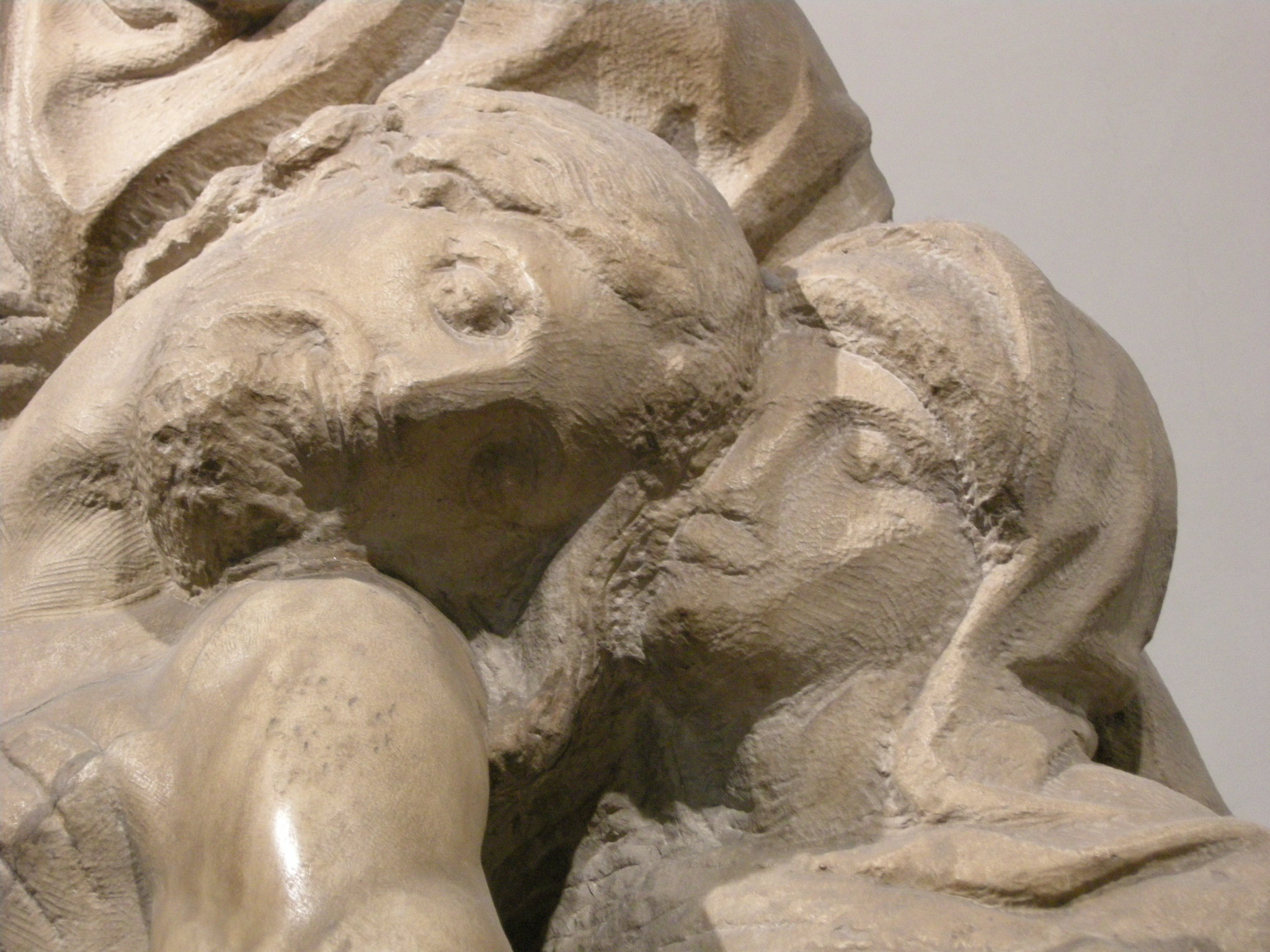
Détail.

La série tardive de Pietà de Michel-Ange commence dans une période de grand désespoir de l'artiste, après la mort de son amie Vittoria Colonna en 1547 ; alors qu'il a maintenant soixante-dix ans, il sent la mort approcher et commence à faire des plans pour son propre enterrement. Bien que déjà célébré comme le plus grand artiste vivant, ainsi que très riche, il vit pauvrement dans une petite maison au centre de la ville, poussé à la simplicité par son sens religieux profond et peut-être par une cupidité compulsive. Il se consacre de plus en plus à la sculpture de manière sporadique, et presque exclusivement à titre personnel, et non pour des œuvres de commande.
Commencée lorsque Michel-Ange a 75 ans, cette sculpture ne fait pas suite à une commande. Thème récurrent, il la réalise probablement pour son propre tombeau, qu'il aurait voulu placer dans la basilique Sainte-Marie-Majeure de Rome. Cette iconographie religieuse, contaminée par celle de la Déposition de la Croix et de la Mise au tombeau, se prêtait bien à une intense méditation sur le thème de la Rédemption, du Sacrifice du Christ et du Salut.
La Pietà Bandini est probablement sculptée à partir de 1547, Michel-Ange rencontrant dès le départ des difficultés considérables. Selon A. Parronchi, le bloc utilisé était l'un de ceux qui restaient pour le tombeau de Jules II (achevé en 1548), probablement destiné à un portrait du pape sortant du tombeau soutenu par quatre anges. Ce bloc, comme le rappelle aussi Giorgio Vasari, était plein d'impuretés et extrêmement dur, à tel point qu'au contact du ciseau il émettait des nuages d'étincelles.
En 1553, elle est certainement encore en travaux, lorsque Vasari, allant un soir rendre visite à l'artiste, eut l'impression que Michel-Ange hésitait à la lui montrer car elle était en cours, laissant peut-être volontairement tomber la lampe qui s'éteignit. Appelant son serviteur, le fidèle Francesco Amadori dit Urbino, pour se faire amener une autre, il se plaignit qu'il était maintenant si vieux qu'il était tiré « par le capuchon » par la mort « pour me laisser partir avec elle, et cette personne tombera un jour comme cette lampe, et la lumière de la vie s'éteindra ». L'épisode témoigne des crises dépressives de Michel-Ange qui au fil des années sont devenues habituelles et de plus en plus graves et qui, vers 1555, conduisent l'artiste à tenter de détruire la statue.
En effet, cette année-là ou peu de temps avant, il lui faut achever une première version de la Pietà, qui fut copiée par Lorenzo Sabatini (statue aujourd'hui dans la sacristie de la Basilique Saint-Pierre), d'après une gravure de Cherubino Alberti et un croquis en cire des héritiers Gigli à Florence. Tentant plus tard de faire varier la position des jambes du Christ, une veine dans le marbre les fit se briser, suscitant une grande frustration chez l'artiste, aggravée par les envies continuelles d'Urbino de terminer la sculpture, à tel point que Michel-Ange, dans un accès de folie, saisit un marteau, la brisant à plusieurs endroits : des traces de cassure sont encore visibles aujourd'hui sur le coude, la poitrine, l'épaule de Jésus et la main de Marie ; la jambe gauche de Jésus, qui aurait dû croiser celle de Marie, est totalement absente. Une partie de la jambe mutilée est mentionnée dans l'inventaire des biens de Daniele da Volterra (« le genou de marbre de Michelagniolo »), mais depuis lors, ses traces ont été perdues. Michel-Ange ne la détruisit pas complètement, grâce à son serviteur Antonio, qui le pria de la lui donner. Cependant, la date de 1545 est obtenue sur une base inductive : reprenant pour de bon l'anecdote du serviteur impatient, il meurt le 3 décembre de la même année, l'épisode doit donc être placé plus tôt.
L'œuvre restée inachevée est vendue en 1561 au sculpteur et architecte florentin Francesco Bandini pour deux cents écus par l'intermédiaire de l'élève et ami de Michel-Ange Tiberio Calcagni qui propose de la terminer aussi en plusieurs endroits, dont la figure disproportionnée de Marie de Magdala à gauche dont on distingue nettement la différence d'exécution.
À la mort de l'artiste en 1564, une tentative infructueuse est faite pour amener la statue à la basilique Santa Croce de Florence pour l'enterrement de Michel-Ange. Au lieu de cela, elle reste dans le vignoble Bandini au Quirinal bien après la mort de Francesco (1564), où Le Bernin la voit. En 1674, elle est achetée par le grand-duc Cosme III de Médicis et amenée à Florence. Il la destine au sous-sol de la basilique San Lorenzo de Florence, lieu de sépulture de la famille Médicis. En 1722, elle est ensuite transportée à la cathédrale Santa Maria del Fiore pour décorer l'espace derrière le maître-autel. À partir de 1933, elle est placée dans la première chapelle à droite de la tribune nord et en 1981, elle est finalement installée au Museo dell'Opera del Duomo (Florence).

## Description et style

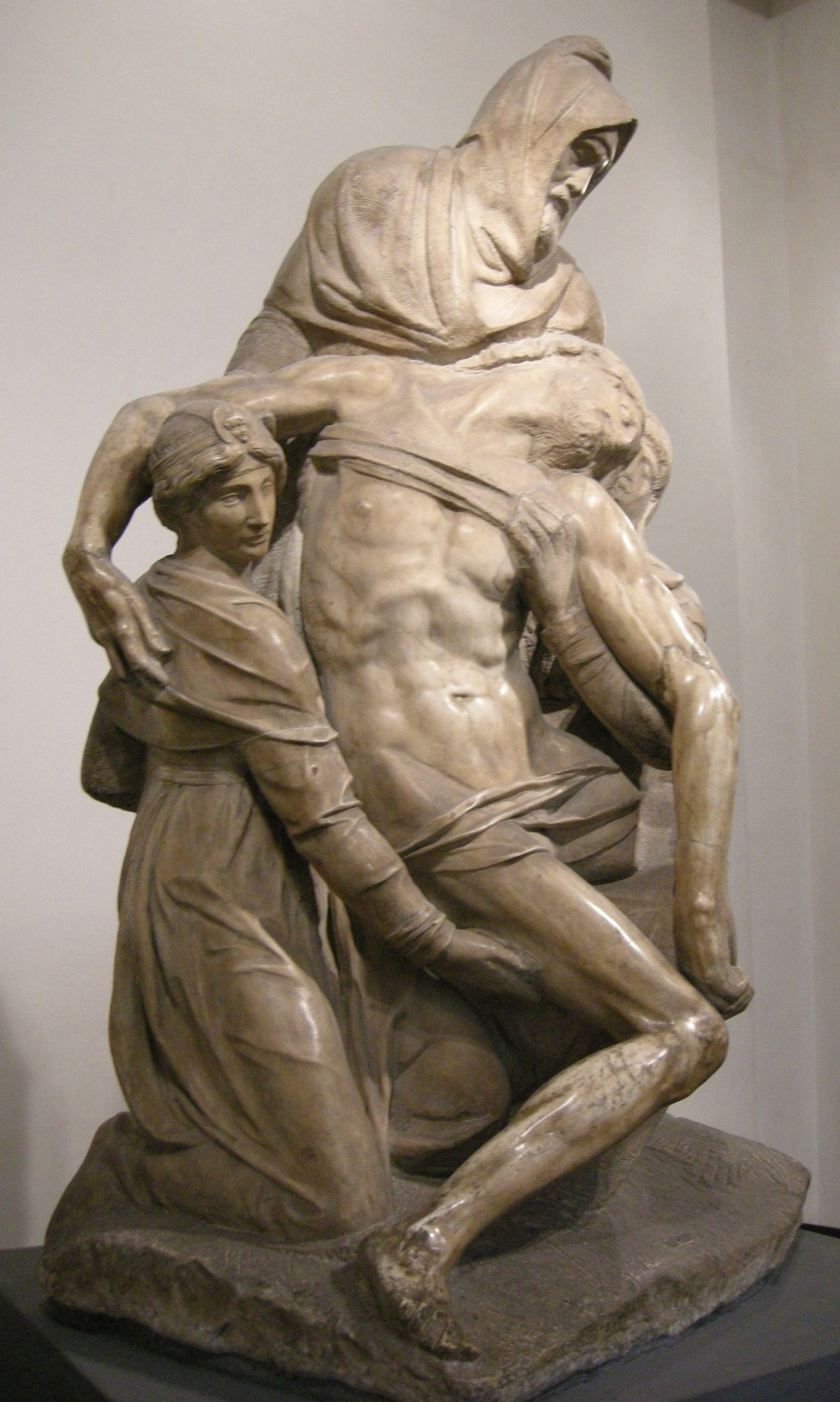
Vue de côté.

Bien que ce ne soit généralement pas le cas, le sujet de la Pietà représente le corps mort du Christ qui est retiré de la croix et placé dans le tombeau par la mère et les disciples. C'est peut-être le moment le plus dramatique de l'Évangile, mais de nombreux artistes ont représenté cette scène avec des personnages sereins, conscients de la Résurrection de Jésus imminente. Michel-Ange lui-même dans sa jeunesse avait sculpté la Pietà de la basilique Saint-Pierre sans accents dramatiques, en insistant surtout, avec sa virtuosité, sur la beauté des corps. Dans la vieillesse, cependant, il sent désormais le poids de la mort qui approche et souligne de plus en plus les implications psychologiques et tragiques dans ses œuvres, transmettant ses angoisses aux personnages
La sculpture représente Jésus sans vie allongé sur la Vierge qui le soutient, avec l'aide de Nicodème en haut et de Marie-Madeleine à gauche. Ils forment une composition pyramidale, avec le corps inerte du Christ qui, avec ses lignes obliques, est le pivot de toute la représentation et semble glisser vers le bas, dans un mouvement accentué par la torsion du buste et le mouvement en zigzag de la jambe. Le bras droit, levé par Nicodème, touche l'épaule de Madeleine, tandis que le gauche pend inerte devant Marie et occupe le centre de la composition poursuivant la verticale de Nicodème. La main gauche du Christ est tournée vers l'extérieur, un style également présent dans le portrait du tombeau de Laurent II de Médicis à la Sagrestia Nuova ou dans l'Enfant de la Vierge à l'escalier, utilisé par l'artiste pour symboliser l'abandon du corps dans le sommeil ou la mort. Le rythme descendant apparaît équilibré par une tendance circulaire, presque rotative, qui va de gauche à droite : la tête inclinée de Jésus, presque confondue avec celle de Marie, génère une ligne de force qui se poursuit dans le bras droit du Christ et de là au bras de Madeleine, qui va fermer une ellipse avec l'autre bras de Jésus. Une telle richesse compositionnelle confère au groupe une force spirituelle, qui transcende les lacunes et les ajouts, annulant presque la matérialité du marbre et en faisant un matériau vivant et palpitant.
Le drame émane plus de l'agencement dynamique des figures que des expressions plutôt sereines : Charles de Tolnay y a lu un processus d'acceptation psychologique de la mort.

## Interprétations et controverses

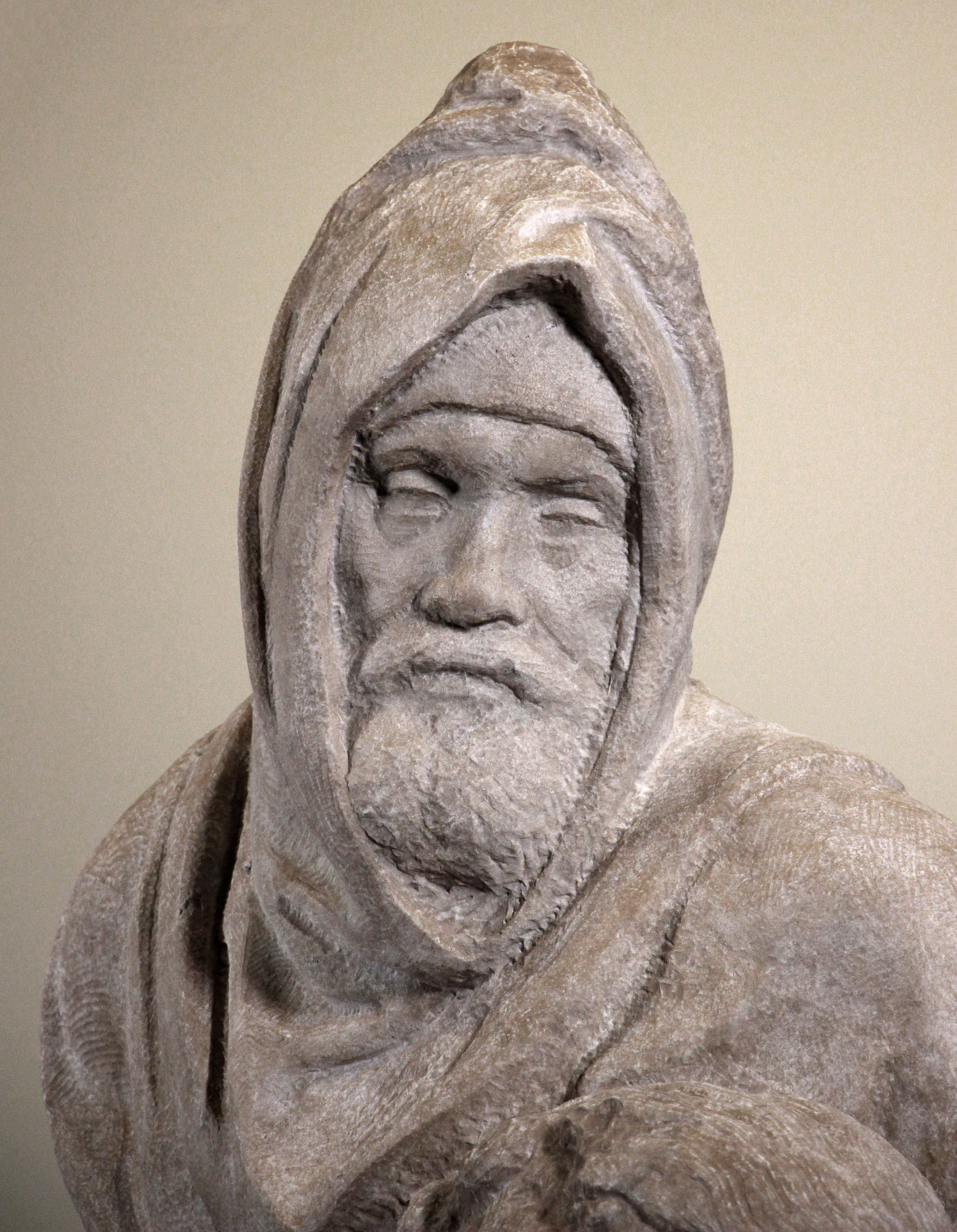
Détail.

### Composition
La composition de cette œuvre a suscité des controverses et des débats depuis sa création. Les historiens de l'art se sont disputés sur la ou les scènes présentées ainsi que sur la véritable identité de la figure encapuchonnée encapsulant la scène. Bien qu'elle soit considérée comme une Pietà par tradition, il existe des preuves substantielles qui suggèrent que cette œuvre pourrait être soit une déposition, une Pietà, une mise au tombeau, ou peut-être une scène qui représente les trois. La seule façon de vraiment savoir quelles scènes ou scènes sont représentées réside dans l'identité de la figure encapuchonnée.
Les identités des trois autres figures de cette œuvre sont relativement claires. Le corps du Christ juste après sa crucifixion au milieu, étant assisté d'une Vierge Marie désemparée à sa gauche et d'une Marie-Madeleine froide et distante à sa droite. Les trois figures connues sont d'une certaine manière aidées par la figure encapuchonnée pour soutenir le corps du Christ. La silhouette encapuchonnée peut être l'une des deux personnes, voire les deux. Les historiens soutiennent que la figure peut être soit Joseph d'Arimathie, soit Nicodème, ce dernier étant le plus généralement accepté. D'une manière conventionnelle, Joseph d'Arimathie est généralement représenté avec une barbe, tout comme la figure ici. D'un autre côté, ce personnage pourrait être Nicodème qui est généralement représenté avec un certain type de couvre-chef, qui serait la cagoule dans ce cas. Joseph et Nicodème ont tous deux joué un rôle important dans les derniers jours du Christ et lors des actions ultérieures après sa mort. Joseph a donné son propre tombeau pour que Christ l'utilise et il a aidé à retirer le corps de Christ de la croix. Nicodème de plus, a eu une conversation avec le Christ sur la façon dont on pouvait naître de nouveau et obtenir la vie éternelle. À partir de cette conversation, Nicodème s'est impliqué avec Christ et a également aidé Joseph d'Arimathie dans la déposition de Christ. Étant donné que Joseph et Nicodème ont tous deux été impliqués dans la déposition, il existe un argument fort selon lequel c'est la scène montrée, à tel point que pour certains, cette œuvre est connue sous le nom de La Déposition. Le corps en forme de serpentin du Christ repose lourdement dans les bras de ses proches comme s'il était en train de descendre de la croix directement dans les bras de sa mère. L'expression douloureuse sur le visage de la Vierge ressemblerait à l'expression de son visage en voyant pour la première fois son enfant mort avec des personnages environnants qui la soutiennent.
Une autre possibilité concernant la scène mise en scène est la Pietà. La scène de la Pietà a été une continuité forte dans l'œuvre de Michel-Ange. Tout au long de sa vie, Michel-Ange a dessiné des centaines de Pietas et en a sculpté deux autres : la Pietà de Saint-Pierre et la Pietà Rondanini. En raison de l'attachement personnel de Michel-Ange à la Pietà, ou à la Souffrance de la Vierge, cela pose un argument décent selon lequel il s'agit d'une Pietà malgré sa représentation non conventionnelle. Traditionnellement, cette scène n'est partagée qu'entre la Vierge Marie et le corps du Christ sans spectateurs et certainement sans autres participants tels que Madeleine et le personnage inconnu encapuchonné. La Pietà est généralement censée être une scène soulignant l'énorme sacrifice que le Christ a dû faire pour poursuivre sa prophétie. Un accent particulier est souvent mis sur la douleur de la Vierge au lieu du corps sans vie du Christ. La présence des autres personnages s'oppose à la possibilité que l'œuvre de Michel-Ange ne soit qu'une Pietà.
Une troisième possibilité concernant la scène représentée ici est une mise au tombeau. Les scènes de mise au tombeau impliquent habituellement Marie-Madeleine et Joseph d'Arimathie ainsi que quelques autres personnes. On ne sait pas si la Vierge était présente ou non lors de la mise au tombeau du Christ, car un seul des apôtres a enregistré sa présence, elle est donc rarement représentée. L'expression froide sur le visage de la Madeleine suggère qu'un certain temps s'est écoulé depuis la mort du Christ, insinuant qu'il s'agit d'une mise au tombeau plutôt qu'une déposition. Cependant, le facteur décisif réside à nouveau dans l'identité du personnage encapuchonné. Si c'était un fait connu que ce personnage était Nicodème, alors cela ne pouvait pas être une mise au tombeau parce qu'il n'était pas présent à l'enterrement (voir l’Evangile de Jean 19:39 - qui a Nicodème accompagnant Joseph d’Arimathie au tombeau et préparant le corps de Jésus ensemble). Joseph d'Arimathie, en outre, a été chargé de placer le corps du Christ dans le tombeau, donc s'il s'agit de Joseph, il existe de nombreuses preuves qui suggèrent qu'il pourrait s'agir d'une scène de mise au tombeau.
Une quatrième possibilité concernant cette sculpture est qu'il s'agit d'une combinaison des trois scènes en une seule. Le fait de combiner plusieurs scènes ensemble était devenue populaire dans les peintures. Sur une même toile, les artistes pouvaient faire figurer trois ou quatre scènes différentes afin de donner un récit lu de gauche à droite, de haut en bas, et même d'un côté à l'autre en zigzag. Bien que populaire dans les peintures, cette technique n'avait pas ait son chemin dans la sculpture. Depuis que Michel-Ange a déclaré que des travaux avaient commencé pour le divertir dans ses dernières années, il aurait pu expérimenter cette technique. Les savants croient que si l'œuvre est vue de la droite à la gauche du spectateur, elle raconte le processus en trois étapes de la déposition du Christ, de la Pietà et de la mise au tombeau. À l'extrême droite, on distingue une déposition. En ne voyant que la Vierge, le Christ et la silhouette encapuchonnée, le spectateur peut distinguer la descente du Christ de la croix. Si tel est le cas, la figure encapuchonnée représenterait alors simultanément Nicodème et Joseph d'Arimathie. Depuis la vue centrale de face, la souffrance de la Vierge entre en jeu. La figure de Nicodème est faite pour apparaître comme s'il lui remettait le Christ, le plaçant doucement sur ses genoux. Enfin, de l'extrême gauche, Madeleine accompagne la Vierge alors qu'elle remet son fils à Joseph d'Arimathie pour qu'il le dépose dans le tombeau. On ne sait pas laquelle de ces possibilités est la bonne, mais en raison des conventions et des traditions entourant cette sculpture, les historiens de l'art et d'autres chercheurs soutiennent qu'il s'agit d'une Pietà et que la figure encapuchonnée est Nicodème.

### Destruction

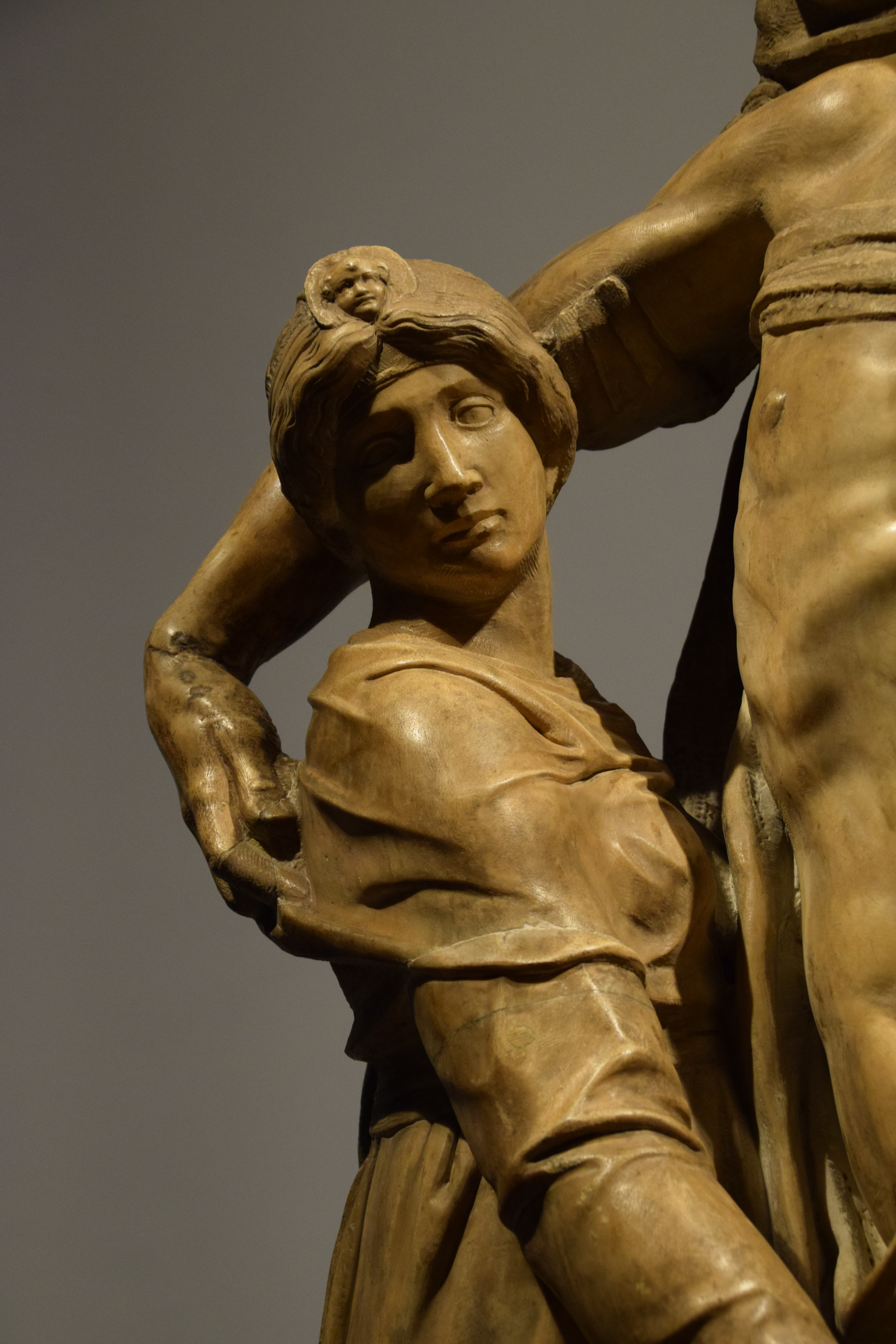
Détail.

Une nuit de 1555, Michel-Ange attaque le groupe dans un moment de frustration pour tenter de le détruire complètement. Il casse de nombreux membres de la silhouette. Vasari a noté que Michel-Ange s'était plaint, en continu pendant son travail, d'une veine dans le marbre qui lui causait des problèmes. Autre élément défavorable, son serviteur Urbino l'a dérangé au moment où il achevait son œuvre. Cependant, cela ne suffit pas à expliquer que Michel-Ange ait pu gâcher huit années de travail à cause d'une irritation momentanée. Différentes ambiguïtés de Michel-Ange sont donc au centre de l'interprétation de cette œuvre. Les historiens de l'art ont tenté de répondre à un niveau plus profond à son insatisfaction vis-à-vis de cette sculpture. Par exemple, Michel-Ange aurait pu avoir des problèmes en raison du motif sexuel  d'une jambe en bandoulière sur les genoux d'un autre mais aussi de la « persécution » des nicodémites.
La théorie de la jambe en bandoulière a été résumée par de nombreux historiens : une jambe en bandoulière sur les genoux d'un autre est le symbole d'une relation intime. La jambe représente une forme de possession, d'une manière à la fois symbiotique et respectable ; les deux personnes sont dans une relation bienveillante qui sous-entend une forme d'érotisme. Néanmoins, il aurait été acceptable de garder telle quelle cette sculpture. À l'époque, divers manuscrits et catéchismes expliquent la relation entre le Christ et la Vierge, celle-ci représentant alors l'Église en tant qu'épouse du Christ. Michel-Ange, conscient de cette tradition, veut que la jambe pende simplement et sans vie sur les genoux de la Vierge dans une attitude d'innocence. La jambe en bandoulière n'aurait pas représenté le couple de manière sexuelle mais de manière réaliste. Sans vie, les membres du corps du Christ sont forcés de tomber involontairement sur ceux de la Vierge. Afin d'éviter toute confusion, Michel-Ange a peut-être retiré la jambe gauche du Christ afin de modifier plus tard sa composition d'une façon moins ambiguë. Si tel est le cas, il n'aurait peut-être pas attaqué la pierre pour la détruire, mais plutôt pour en changer la structure.
Chacune de ces théories est plausible, mais, encore plus plausible, toutes ces raisons auraient pu se cumuler. La tentative de destruction a marqué la fin de l'intérêt de Michel-Ange pour son œuvre, qui a ensuite été offerte à l'un de ses serviteurs puis vendue à Francesco Bandini.

### Restauration duXVIesiècle
À la réception de la Pietà, Francesco Bandini a demandé à un jeune apprenti sculpteur du nom de Tiberio Calcagni de restaurer l'œuvre. Calcagni a utilisé des modèles fournis par Michel-Ange lui-même pour baser ses réparations. Lors de sa restauration, il a recollé les membres de Marie-Madeleine, les doigts de la Vierge, le mamelon gauche du Christ, son bras et son coude gauche ainsi que son bras et sa main droite. La  jambe gauche du Christ est la seule chose qui n'a pas été rattachée. Calcagni a provoqué la controverse avec les changements qu'il a apportés au visage de  Madeleine. Il a été noté qu'avant la destruction de la Pietà florentine, le visage de Madeleine reflétait également la douleur, comme celle visible sur celui de la Vierge. Le changement de son visage a modifié le ton général de cette œuvre. Elle n'était plus dans une angoisse totale mais était maintenant dissociée et non impliquée avec le reste de la scène.

### Restauration de 2019-2021
Cette restauration, commanditée par le museo dell'Opera del Duomo, a été rendue possible grâce à un don de l'association à but non lucratif Friends of Florence. La décision de mettre en place un laboratoire de restauration ouvert au public a permis aux visiteurs du Musée d'assister au processus alors même qu'il se déroulait. En novembre 2019, après la mise en place du site de restauration, une vaste campagne de diagnostic débute, qui est interrompue en raison des restrictions liées à la pandémie de Covid-19 en Italie. Dès qu'il a été possible de rouvrir le musée, les enquêtes de diagnostic sont achevées et la méthode de restauration la plus appropriée est décidée. Le Musée lance un appel d'offres et le projet présenté par la restauratrice Paola Rosa est retenu.
Le vieillissement de la cire mélangée à la poussière, en particulier dans les plis de la draperie et sur les parties en relief, a donné à la sculpture une profonde teinte ambrée et un aspect chromatiquement inégal. Certaines parties se trouvaient en net contraste avec les sous-couches qui étaient restées beaucoup plus claires. La restauration a eu pour objectif principal d'atténuer ce caractère ambivalent du groupe en ôtant les dépôts présents à sa surface. Le but était d'obtenir une lecture de la surface plus agréable et uniforme, qui reproduirait l'image de la Pietà sculptée en un seul bloc, comme Michel-Ange l'avait probablement pensé à l'origine. Des essais de nettoyage eurent lieu dans le but d'identifier la méthodologie la plus appropriée. Les résidus de cire et de plâtre datant du XIXe siècle ont été méticuleusement retirés au scalpel dans un environnement sec, en alternant avec un nettoyage à l'eau pour éliminer la saleté de surface. L'aspect le plus complexe du nettoyage consista à tenter d'obtenir un équilibre de couleur satisfaisant « en raison de l'hétérogénéité des substances, principalement dues à l'oxydation des cires appliquées lors de l'entretien antérieur » selon la restauratrice.
Le travail a sans nul doute ramené la statue probablement à l'état dans lequel Michel-Ange l'avait conçue et souhaitait qu'elle soit vue. La restauration a permis de mettre en perspective la raison pour laquelle Michel-Ange a été contraint d'abandonner sa sculpture : il a été officiellement prouvé que le bloc était défectueux. Le groupe est taillé dans un bloc de marbre blanc qui, selon un récent diagnostic, provient des carrières de Seravezza, et non de celles de Carrare (Italie), situées plus au nord, comme les spécialistes le soupçonnaient jusqu'à présent. Il n'a cependant pas permis de savoir pourquoi Michel-Ange a choisi ce bloc de marbre imparfait et ce qu'il faisait à Rome.

## Analyse
La Pietà Bandini exprime l'idée de Dieu fait homme et triomphant, non par la majesté ou la puissance divine, mais par l'acceptation de la souffrance et du sacrifice, c'est-à-dire aux conditions qui sont accessibles à l'homme pour son union avec Dieu.
Comme pour la chapelle Pauline, Michel-Ange ne respecte pas la justesse des échelles comparées des figures. Nicomède est nettement plus grand que Madeleine et Marie qui soutiennent la dépouille du Christ à droite et à gauche. Son bras gauche surdimensionné, qui cite apparemment le célèbre sarcophage de Méléagre que Raphaël avait choisi des décennies plus tôt comme modèle pour le Christ mort de son Retable Baglioni, pend lourdement d'un corps chétif et contraste avec une jambe droite moins puissante que lui. Il s'agit d'une entorse à la théorie des proportions et au principe d'imitation de la nature. Comme pour les fresques de la Chapelle Pauline, la rupture avec l'esthétique classique sert ici à renforcer la dramaturgie interne de la scène, dont le cœur est un sentiment religieux profondément senti qui s'exprime avant tout par la corporalité disproportionnée du Christ, l'attention intimiste de la Vierge et la songeuse contemplation de Nicomède.
Avec Nicodème, Michel-Ange réalise un autoportrait, se représentant lui-même en vieillard encapuchonné, incarnant ainsi l'humanité pour qui fut fait le sacrifice sur laquelle se lamente Madeleine, comme nous l'apprend une lettre de Vasari adressée le 18 mars 1564 à Lionardo Buonarroti. Selon la légende, Nicodème était sculpteur, lui aussi, et était considéré comme l'auteur du Volta Santo di Lucca de la cathédrale Saint-Martin de Lucques, et donc de la première image sculptée du Christ.
Cette affirmation est confirmée par la comparaison avec les portraits contemporains de Michel-Ange. Parmi toutes les autoreprésentations de Michel-Ange, Nicomède est peut-être celle qui traduit de la façon la plus claire dans une sculpture un des leitmotivs de toute l'œuvre de l'artiste, la mise en scène de sa propre personne. Nicomède illustre en outre le concept de l'autoreprésentation plastique, tel que l'artiste l'avait aussi exprimé dans ses poèmes.

« Son génie et sa force ne pouvaient se passer de créer... Il s'attaqua à un bloc de marbre pour y tailler quatre figures plus grandes que nature, parmi lesquelles était le Christ mort ; il faisait cela pour se distraire et pour passer le temps, et, comme il disait, parce que l'exercice physique que lui procurait le travail du ciseau le maintenait en bonne santé.  Dormant très peu, afin de pouvoir travailler même la nuit,   il s'était fabriqué un casque en carton ; et il portait au milieu, sur sa tête, une chandelle allumée qui, de cette façon, sans lui embarrasser les mains, éclairait ce qu'il faisait.  Il taillait encore à cet âge le marbre  avec une telle fureur que l'on croyait que tout dut se briser en morceaux ; il cassait d'un coup de gros fragments de l'épaisseur de trois ou quatre pouces, et il coupait la ligne si nette que, s'il avait été plus loin de la largeur d'un cheveu, il eût couru le danger de tout perdre. »

— Giorgio Vasari.
Le portrait de Michel-Ange renvoie en outre à l'espoir de résurrection de l'artiste. Nicomède dans la Bible est un homme qui doute et qui est reconduit vers la foi par la parole et le sacrifice du Christ, une autre analogie avec la situation de Michel-Ange qui trouva dans ses années tardives la voie d'une foi plus intense.
L'idée de la résurrection est encore évoquée par la représentation inhabituelle dans une Pietà, de Marie-Madeleine, qui avait été la première à voir le Christ après sa résurrection.
Dans cette œuvre, Michel-Ange est influencé par le nicodémisme, mouvement réformateur évangélique italien que lui a présenté son amie Vittoria Colonna.